# Dżakarta Wschodnia
Dżakarta Wschodnia (indonez. Jakarta Timur) –  miasto (kota) w ramach prowincji Dżakarta, zamieszkiwane przez 2 687 027 osób. Jest to największe miasto pod względem ludności w granicach administracyjnych indonezyjskiej stolicy. Centrum administracyjnym miasta jest dzielnica Jatinegara. W Dżakarcie Wschodniej znajduje się Port lotniczy Dżakarta-Halim Perdanakusuma.

## Podział administracyjny
W skład Dżakarty Wschodniej wchodzi dziesięć dzielnic:

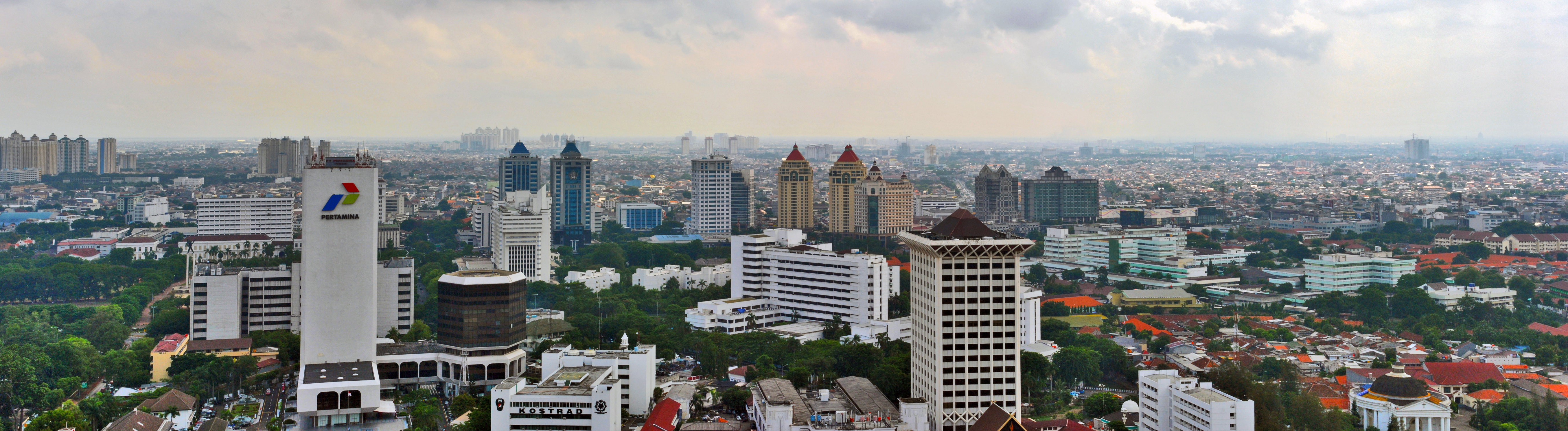
Widok na Dżakartę Wschodnią

- Matraman
- Pulo Gadung
- Jatinegara
- Kramat Jati
- Duren Sawit
- Makasar
- Pasar Rebo
- Ciracas
- Cakung
- Cipayung